# فن كندي

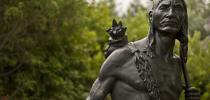
عمل فني في أوتاوا

يشير الفن الكندي إلى الفنون المرئية (بما في ذلك الرسم والتصوير والطباعة) وكذلك الفنون التشكيلية الناشئة (مثل النحت) من المنطقة الجغرافية لكندا المعاصرة. وجد الفن في كندا طوال آلاف السنين من السكان الأصليين ثم موجات الهجرة التي شملت فنانين من أصول أوروبية بالإضافة إلى تراث من بلدان في جميع أنحاء العالم. تعكس طبيعة الفن الكندي هذه الأصول المتنوعة، حيث أخذ الفنانون تقاليدهم وقاموا بتكييف هذه التأثيرات لتعكس واقع حياتهم في كندا.
لعبت حكومة كندا دورًا في تطوير الثقافة الكندية، من خلال قسم التراث الكندي عبر تقديم منح للمعارض الفنية، بالإضافة إلى إنشاء وتمويل المدارس والكليات الفنية في جميع أنحاء البلاد، ومن خلال المجلس الكندي للفنون (تأسست عام 1957)، الممول الوطني للفنون العامة ومساعدة الفنانين والمعارض الفنية والدوريات، وبالتالي المساهمة في العرض البصري للتراث الكندي. كما يساعد بنك كندا المجلس الفني الفنانين من خلال شراء ونشر أعمالهم. رعت الحكومة الكندية أربعة برامج رسمية لفنون الحرب: الصندوق التذكاري للحرب الكندية في الحرب العالمية الأولى، وسجلات الحرب الكندية للحرب العالمية الثانية، وبرنامج الفنانين المدنيين التابعين للقوات المسلحة الكندية في الحرب الباردة، والبرنامج الحالي. برنامج فناني القوات الكندية.
تعد مجموعة السبع أول مجموعة فنية وأسلوب رسم كندي فريد في أغلب الأحيان؛ مع ذلك، فإن الدارسين والفنانين يتحدّون هذا الادعاء. تاريخيًا، كانت الكنيسة الكاثوليكية هي الراعي الأساسي للفن في كندا المبكرة، وخاصة كيبك، وفي أوقات لاحقة، جمع الفنانون التقاليد الفنية البريطانية والفرنسية والأمريكية، وفي بعض الأحيان اعتنقوا الأساليب الأوروبية وفي نفس الوقت، عملوا على تعزيز القومية. يظل الفن الكندي مزيجًا من هذه التأثيرات المختلفة.

## فن السكان الأصليين
كان السكان الأصليون ينتجون الفن في المنطقة التي تسمى الآن كندا لآلاف السنين قبل وصول المستوطنين الأوروبيين المستعمرين والتأسيس النهائي لكندا كدولة قومية. امتدت تقاليد فن السكان الأصليين إلى مناطق امتدت عبر الحدود الوطنية الحالية بين كندا والولايات المتحدة، مثل الشعوب التي أنتجتها. ينظم مؤرخو الفن تقاليد الفن الأصلية غالبًا وفقًا للمجموعات الثقافية أو اللغوية أو الإقليمية، وأكثر الفروق الإقليمية شيوعًا هي: الساحل الشمالي الغربي والهضبة الشمالية الغربية والسهول والغابات الشرقية وشبه القطبية الشمالية والقطب الشمالي. كما هو متوقع، تختلف التقاليد الفنية بشكل كبير بين وداخل هذه المجموعات المتنوعة. أحد الأشياء التي تميز فن السكان الأصليين عن التقاليد الأوروبية هو التركيز على الفن الذي يميل إلى أن يكون «لأغراض نفعية، شامانية أو زخرفية، أو للمتعة»، كما كتبت ماريا تيبيت. قد تكون مثل هذه الأشياء «مبجلة أو تعد أشياء سريعة الزوال».
يعود تاريخ العديد من الأعمال الفنية المحفوظة في مجموعات المتحف إلى الفترة التي تلت التماسّ الأوروبي وتظهر أدلة على التبني الإبداعي والتكيف مع السلع التجارية الأوروبية مثل الخرز المعدني والزجاجي. ساهمت ثقافات الميتي المتميزة، والتي نشأت من العلاقات بين الثقافات مع الأوروبيين، أيضًا في أشكال فنية جديدة مختلطة ثقافيًا. خلال القرن التاسع عشر والنصف الأول من القرن العشرين، اتبعت الحكومة الكندية سياسة استيعاب نشطة تجاه الشعوب الأصلية. كان القانون الهندي من أدوات هذه السياسة، الذي يحظر مظاهر الدين والحكم التقليديين، مثل رقصة الشمس وبوتلاش، بما في ذلك الأعمال الفنية المرتبطة بها. بدأ فنانون من السكان الأصليين في الخمسينيات والستينيات من القرن الماضي، مثل مونجو مارتن، بيل ريد، ونورفال موريسو، في تجديد التقاليد الفنية للسكان الأصليين، وفي بعض الحالات إعادة ابتكارها. يوجد حاليًا العديد من الفنانين من السكان الأصليين الممارسين في جميع وسائل الإعلام في كندا وإثنين من الفنانين الأصليين، مثل إدوارد بويتراس وريبيكا بيلمور، الذين مثلوا كندا في بينالي البندقية المرموق في عامي 1995 و2005 على التوالي. يعد كينت مونكمان، المقيم في تورنتو، الفنان الكندي الوحيد الذي جرى تكليفه من قبل متحف متروبوليتان للفنون. في عام 2019، أنتج لوحة قوم القارب الخشبي (باللغة الباسكية: Mistikôsiwak) كجزء من سلسلة جديدة من المشاريع المعاصرة المقدمة في قاعة متحف متروبوليتان الكبيرة.

## فترة الاستعمار الفرنسي (1665–1759)
قام المستكشفون الأوائل مثل صمويل دو شامبلان بعمل رسومات تخطيطية لأراضي أمريكا الشمالية في أثناء استكشافهم. كما قاموا بتوثيق النزاعات بين المستعمرين الأوروبيين والسكان الأصليين. على سبيل المثال، رسمة لشامبلان، نُشرت عام 1613، تصور المعركة بين حزب شامبلان والإيراكوي عام 1609 التي وقعت في بحيرة شامبلان الحالية.
كانت الكنيسة الرومانية الكاثوليكية في مدينة كيبك وما حولها أول من قدم رعاية فنية. يُعتقد أن الأب هيوز بومييه هو أول رسام في فرنسا الحديثة. غادر بومييه فرنسا عام 1664 وعمل كاهنًا في مجتمعات مختلفة قبل أن يبدأ الرسم على نطاق واسع. كان الرسامون في فرنسا الجديدة، مثل بومير وكلود فرانسوا (المعروف في المقام الأول باسم فرير لوك) يؤمنون بالمثُل العليا لفن عصر النهضة العليا، والذي يضم صورًا دينية غالبًا ما تكون مؤلفة بشكل رسمي من الملابس والخلفيات التي تبدو كلاسيكية. قلة من الفنانين خلال هذه الفترة المبكرة وقّعوا أعمالهم، ما جعل معرفة نسبها صعبًا اليوم.
قرب نهاية القرن السابع عشر، كان عدد سكان فرنسا الحديثة ينمو بشكل مطرد ولكن المنطقة كانت معزولة بشكل متزايد عن فرنسا. وصل عدد أقل من الفنانين من أوروبا، لكن الفنانين في فرنسا الحديثة استمروا بتكليفات الكنيسة. أُنشئت مدرستان في فرنسا الحديثة لتعليم الفنون وكان هناك عدد من الفنانين العاملين في جميع أنحائها حتى الغزو البريطاني. يعد بيير لو بير، فردًا من عائلة ثرية في مونتريال، أحد أشهر الفنانين في هذه الفترة. يُعتقد أنه علم نفسه بنفسه لأنه لم يغادر فرنسا الحديثة أبدًا، فإن عمل لو بير يحظى بإعجاب على نطاق واسع. على وجه الخصوص، رحب مؤرخ الفن الكندي دنيس ريد بتصويره للقديسة مارغريت بورجويز باعتباره «الصورة الوحيدة المؤثرة للبقاء على قيد الحياة من الحقبة الفرنسية».
في حين أن اللوحات الدينية المبكرة لم تصور سوى القليل عن الحياة اليومية، فإن العديد من النذور التي أكملها فنانون هواة قدمت انطباعات حية عن الحياة في فرنسا الحديثة. صُنعت النذور، أو الرسم النذري، كطريقة لشكر الله أو القديسين على الاستجابة للصلاة. أحد أفضل الأمثلة المعروفة لهذا النوع من العمل هو نذر المنبوذين الثلاثة من ليفيس (في الفرنسية: Ex-voto des trois naufragés de Lévis) (1754). كان خمسة شبان يعبرون نهر سانت لورانس ليلًا عندما انقلب قاربهم في مياه هائجة. غرقت فتاتان، وأثقلتهما ثيابهما الثقيلة، في حين تمكن شابان وامرأة من التمسك بالقارب المقلوب حتى وصول المساعدة. صُورت القديسة حنة في السماء لإنقاذهم. جرى التبرع بهذا العمل للكنيسة في سانت آن دي بوبري كقربان شكر على إنقاذ الأرواح الثلاثة.

## الفن تحت سيادة كندا
تشكلت بدايات الفن في عام 1867 من قبل مجموعة من الرسامين المحترفين، بما في ذلك جون فريزر، وجون بيل سميث، والد فريدريك مارليت بيل سميث وأدولف فوغت، وقد مثلت جمعية الفنانين الكنديين في مونتريال المكان المناسب لهؤلاء الفنانين في المدينة لعرض الفنون. تألفت المجموعة من فنانين ذوي خلفيات متنوعة، مع العديد من الكنديين الجدد وغيرهم من ذوي التراث الفرنسي المنتشرين في أونتاريو وكيبيك. بدون أهداف جماعية فلسفية أو فنية، مال معظم الفنانون ببساطة إلى إرضاء الجمهور من أجل تحقيق دخل مادي. ظلت الرومانسية هي الأسلوب السائد، مع تزايد التقدير للواقعية التي نشأت مع مدرسة باربيزون كما مارسها هومر واتسون وهوراشيو ووكر. ومع ذلك، فإن الجمعية لم تستمر بعد عام 1872.
في عام 1872، تأسست جمعية أونتاريو للفنانين في تورنتو، التي لا تزال تقيم المعارض حتى اليوم. تضمنت قائمة الأهداف التي وضعتها السلطة التنفيذية المؤسسة في دستورها تعزيز الفن الأصلي، وإقامة المعارض السنوية، وتشكيل مكتبة ومتحف ومدرسة للفنون، وجميع الأهداف الأخرى المراد تحقيقها.
في عام 1880، تأسست الأكاديمية الملكية الكندية وما زالت نشطة حتى اليوم. جرى تصميمها على غرار الأكاديمية الملكية البريطانية للفنون مع تسلسل هرمي للأعضاء، وقدمت سياقًا وطنيًا جديدًا ووسيلة لتعزيز الفنون البصرية. وهذا ما سعى لوضع فنانين كنديين في المعارض الدولية، مثل المعرض الكندي في معرض شراء لويزيانا عام 1904.

## بدايات القرن العشرين
تشكّل نادي الفنون الكندي، من عام 1907 إلى عام 1915، في محاولة لتحسين جودة المعارض القياسية المختلفة. مؤسسو النادي هم الرسامون إدموند موريس وكيرتس ويليامسون، الذين حاولوا وضع معايير أعلى من خلال عروض صغيرة اهتموا بها كثيرًا بالإضافة إلى عضوية النادي التي كان يمكن الحصول عليها عن طريق الدعوة فقط. كان هومر واتسون أول رئيس، ومن بين الأعضاء الآخرين ويليام بريمنر وموريس كولين وجيمس ويلسون موريس.
أثارت الحرب العالمية الأولى مجموعة واسعة من التعابير الفنية: التصوير الفوتوغرافي، والأفلام، والرسم، والمطبوعات، والنسخ، والرسوم التوضيحية، والملصقات، والحرف اليدوية، والنحت، والنصب التذكارية. بدأ الفنانون بعضًا من هذا العمل بأنفسهم، لكن الحكومة الكندية والوكالات الخاصة قامت برعاية الغالبية العظمى منه.

### بداية الفن التجريدي
في العشرينيات من القرن الماضي، جربت كاثلين مون وبيرترام بروكر ولوري وارينر الفن التجريدي أو غير الموضوعي بشكل مستقل في كندا. اعتبر بعض هؤلاء الفنانين الفن التجريدي وسيلة لاستكشاف الرمزية والتصوف كجزء لا يتجزأ من روحانيتهم. بعد أن توسعت مجموعة السبعة إلى مجموعة الرسامين الكندية، في حوالي عام 1936، بدأ لورين هاريس الرسم بشكل تجريدي. أثر هؤلاء الفنانون بشكل غير مباشر على الجيل التالي من الفنانين الذين سيشكلون مجموعات من الفن التجريدي بعد الحرب العالمية الثانية، عن طريق تغيير تعريف الفن في المجتمع الكندي وتشجيع الفنانين الشباب على استكشاف موضوعات تجريدية جديدة.

### 1930s
منذ الثلاثينيات من القرن الماضي، طور الرسامون الكنديون مجموعة واسعة من الأساليب الفردية للغاية ورسموا في مناطق مختلفة من كندا. اشتهرت إميلي كار بلوحاتها التي تصور الأعمدة والقرى وغابات كولومبيا البريطانية.